# باريش أردوتش
باريش أردوتش (بالتركية: Barış Arduç)‏ ممثل تركي (مواليد سويسرا 9 أكتوبر 1987) هو أيضا سفير النوايا الحسنة من قبل جمعية الحياة بدون سرطان في تركيا.

## حياته
ولد باريش في 9 أكتوبر 1987 في مونسترلينغن، شيرزينجين، سويسرا، لعائلة من أصول ألبانية. انتقل باريش مع عائلته للعيش في إسطنبول وهو في الثامنة من عمره عام 1995. لاحقًا، التقى باريش بالممثلة المسرحية أيلا ألجان ودرس التمثيل، ثم حضر التدريب المسرحي في مسرح صدري الشيك وبدأ التمثيل المحترف.
بدأ حياته المهنية ممثلاً في المسلسلات التلفزيونية وممثل أفلام عام 2011؛ كان أول عمل له في مسلسل (السيدة الصغيرة) في عام 2015 وحصل على دور البطولة في المسلسل التلفزيوني التركي حب للإيجار بدور "عمر"، ثم فيلم وقت السعادة الذي عرض في 2017 مع شريكته إلتشين سانجو. كما حصل على دور البطولة في مسلسل الغراب سنة 2019. وفي 12 مارس 2020 انضم لمسلسل الحفرة في جزئه الثالث بدور أريك بوكه أردينيت كعدو للحفرة. وفي 2021 أصبح بطل الجزء التاني من المسلسل التاريخي نهضة السلاجقة العظمى بعد أن تغير اسمه وأصبح باسم ألب أرسلان: السلجوقي العظيم ليمثل دور السلطان محمد ألب أرسلان.

## روابط خارجية
- باريش أردوتش على موقع IMDb (الإنجليزية)
- باريش أردوتش على موقع قاعدة بيانات الفيلم (الإنجليزية)